# Sanchin

Kanji pentru cuvântul japonez sanchin

Sanchin (în japoneză サンチン; auch 三戦) - poziția celor 3 bătălii sau poziția clepsidrei - este o pozitie semiînaltă, folosită cu preponderență în stilul Gōjū-Ryū.
Aceasta pozitie este adecvată pentru a porni atacuri, defense atât go cât și ju.